# Temporada de challengers da WTA de 2023
A temporada de challengers da WTA de 2023 foi o circuito secundário das tenistas profissionais organizado pela Associação de Tênis Feminino (WTA) para o ano em questão. O análogo masculino é o ATP Challenger Tour, e define-se como transição ao tênis de elite.
Situa-se abaixo do calendário principal e acima do circuito feminino da ITF.
Por causa da invasão da Ucrânia pela Rússia, a Rússia e a Bielorrússia continuam sofrendo sanções das entidades tenísticas. Uma delas, que afeta este circuito, é que os jogadores dessas nações podem competir, mas sob bandeira neutra. Este é o segundo ano em que essas normas são aplicadas.

## Calendário

### Países
| Torneios | País(es)                                       | País(es)                               |
| -------- | ---------------------------------------------- | -------------------------------------- |
| 6        | França                                         | França                                 |
| 4        | Itália                                         | Itália                                 |
| 3        | Espanha                                        | Estados Unidos                         |
| 2        | Colômbia · México                              | Roménia                                |
| 1        | Andorra · Argentina · Brasil · Chile · Croácia | Eslovénia · Polónia · Suécia · Uruguai |

### Mudanças
- Torneio(s):
  - Debutantes: Aguascalientes (depois cancelado), Barranquilla, Florença, Florianópolis, Kozerki, La Bisbal d'Empordà, Liubliana, Parma, Reus, San Luis Potosí e Stanford;
  - Extintos: Budapeste, Concord, Karlsruhe e Marbella.
  - Cancelados: Aguascalientes (cancelado antes da estreia), Vancouver;
  - Retomados: Cáli e Chicago.

### Semana a semana

#### Legenda
Abaixo estão exemplos, com explicações usando o elemento dica de contexto. Basta passar o cursor sobre cada linha pontilhada para lê-las.
| Semana de     | Torneio                                                                                    | Campeã(s)             | Vice-campeã(s)        | Resultado        |
| ------------- | ------------------------------------------------------------------------------------------ | --------------------- | --------------------- | ---------------- |
| 29 de outubro | OEC Taipei WTA Ladies Open · Taipé, Taiwan · US$ 125.000 – carpete (coberto) – 32S•16Q•16D | jogadora 1            | jogadora 2            | 7–61, 56–7, 6–4  |
| 29 de outubro | OEC Taipei WTA Ladies Open · Taipé, Taiwan · US$ 125.000 – carpete (coberto) – 32S•16Q•16D | jogadora 3 jogadora 4 | jogadora 5 jogadora 6 | 4–6, 6–4, [11–9] |

| Ordenação dos torneios | Quando mais de um torneio acontecer durante a semana: 1. Cidade (A-Z) |

| Ícones | Clicável      |                                        |                                           |
| Ícones | Clicável      | edição do torneio                      |                                           |
| Ícones | Não-clicáveis |                                        | primeiro título conquistado na modalidade |
| Ícones | Não-clicáveis | o(a) jogador(a)/país defendeu o título |                                           |

#### Torneios
| Semana de      | Torneio                                                                                            | Campeã(s) | Vice-campeã(s) | Resultado |
| -------------- | -------------------------------------------------------------------------------------------------- | --- | --- | --- |
| 30 de janeiro  | Copa Oster Cáli, Colômbia US$ 115.000 – saibro – 32S•16Q•16D                                       | Nadia Podoroska | Paula Ormaechea | 6–4, 6–2 |
| 30 de janeiro  | Copa Oster Cáli, Colômbia US$ 115.000 – saibro – 32S•16Q•16D                                       | Weronika Falkowska Katarzyna Kawa                                                                                                | Kyoka Okamura You Xiaodi | 6–1, 5–7, [10–6] |
| 27 de março    | San Luis Open San Luis Potosí, México US$ 115.000 – saibro – 32S•16Q•16D                           | Elisabetta Cocciaretto | Sara Errani | 5–7, 6–4, 7–5 |
| 27 de março    | San Luis Open San Luis Potosí, México US$ 115.000 – saibro – 32S•16Q•16D                           | Aliona Bolsova Andrea Gámiz | Oksana Kalashnikova Katarzyna Piter                                                                                              | 7–65, 6–4 |
| 1º de maio     | Catalonia Open Reus, Espanha € 100.000 – saibro – 32S•8Q•12D                                       | Sorana Cîrstea | Elizabeth Mandlik | 6–1, 4–6, 7–61 |
| 1º de maio     | Catalonia Open Reus, Espanha € 100.000 – saibro – 32S•8Q•12D                                       | Storm Hunter Ellen Perez | Alexa Guarachi Erin Routliffe | 6–1, 7–68 |
| 1º de maio     | L'Open 35 de Saint-Malo Saint-Malo, França € 100.000 – saibro – 32S•11Q•15D                        | Sloane Stephens | Greet Minnen | 6–3, 6–4 |
| 1º de maio     | L'Open 35 de Saint-Malo Saint-Malo, França € 100.000 – saibro – 32S•11Q•15D                        | Greet Minnen Bibiane Schoofs | Ulrikke Eikeri Eri Hozumi | 7–67, 7–63 |
| 15 de maio     | Firenze Ladies Open Florença, Itália US$ 115.000 – saibro – 32S•16Q•16D                            | Jasmine Paolini | Taylor Townsend | 6–3, 7–5 |
| 15 de maio     | Firenze Ladies Open Florença, Itália US$ 115.000 – saibro – 32S•16Q•16D                            | Vivian Heisen Ingrid Neel | Asia Muhammad Giuliana Olmos | 1–6, 6–2, [10–8] |
| 15 de maio     | Trophée Clarins Paris, França US$ 115.000 – saibro – 32S•8Q•8D                                     | Diane Parry | Caty McNally | w.o. |
| 15 de maio     | Trophée Clarins Paris, França US$ 115.000 – saibro – 32S•8Q•8D                                     | Anna Danilina Vera Zvonareva | Nadiia Kichenok Alycia Parks | 5–7, 7–62, [14–12] |
| 5 de junho     | Open Internacional Femení Solgironès La Bisbal d'Empordà, Espanha US$ 115.000 – saibro – 32S•8Q•8D | Arantxa Rus | Panna Udvardy | 7–62, 6–3 |
| 5 de junho     | Open Internacional Femení Solgironès La Bisbal d'Empordà, Espanha US$ 115.000 – saibro – 32S•8Q•8D | Caroline Dolehide Diana Shnaider                                                                                                 | Aliona Bolsova Rebeka Masarova                                                                                                   | 7–65, 6–3 |
| 5 de junho     | Makarska Open 125 Makarska, Croácia US$ 115.000 – saibro – 32S•8Q•8D                               | Mayar Sherif | Jasmine Paolini | 2–6, 7–66, 7–5 |
| 5 de junho     | Makarska Open 125 Makarska, Croácia US$ 115.000 – saibro – 32S•8Q•8D                               | Ingrid Neel Wu Fang-hsien | Anna Sisková Renata Voráčová | 6–3, 7–5 |
| 12 de junho    | BBVA Open Internacional de Valencia Valência, Espanha € 100.000 – saibro – 32S•15Q•7D              | Mayar Sherif | Marina Bassols Ribera | 6–3, 6–3 |
| 12 de junho    | BBVA Open Internacional de Valencia Valência, Espanha € 100.000 – saibro – 32S•15Q•7D              | Aliona Bolsova · Andrea Gámiz | Angelina Gabueva Irina Khromacheva                                                                                               | 6–4, 4–6, [10–7] |
| 19 de junho    | Veneto Open Gaiba, Itália € 100.000 – grama – 32S•8D                                               | Ashlyn Krueger | Tatjana Maria | 3–6, 6–4, 7–5 |
| 19 de junho    | Veneto Open Gaiba, Itália € 100.000 – grama – 32S•8D                                               | Han Na-lae Jang Su-jeong | Weronika Falkowska Katarzyna Piter                                                                                               | 6–3, 3–6, [10–6] |
| 10 de julho    | Nordea Open Båstad, Suécia US$ 115.000 – saibro – 32S•16D                                          | Olga Danilović | Emma Navarro | 7–64, 3–6, 6–3 |
| 10 de julho    | Nordea Open Båstad, Suécia US$ 115.000 – saibro – 32S•16D                                          | Irina Khromacheva Panna Udvardy                                                                                                  | Eri Hozumi Jang Su-jeong | 4–6, 6–3, [10–5] |
| 10 de julho    | Grand Est Open 88 Contrexéville, França € 100.000 – saibro – 32S•12Q•8D                            | Arantxa Rus | Anastasia Pavlyuchenkova | 6–3, 6–3 |
| 10 de julho    | Grand Est Open 88 Contrexéville, França € 100.000 – saibro – 32S•12Q•8D                            | Cristina Bucșa Alena Fomina-Klotz                                                                                                | Amina Anshba Anastasia Dețiuc | 4–6, 6–3, [10–7] |
| 17 de julho    | BCR Iași Open Iași, Romênia € 100.000 – saibro – 32S•16Q•8D                                        | Ana Bogdan | Irina-Camelia Begu | 6–2, 6–3 |
| 17 de julho    | BCR Iași Open Iași, Romênia € 100.000 – saibro – 32S•16Q•8D                                        | Veronika Erjavec Dalila Jakupović                                                                                                | Irina Bara Monica Niculescu | 6–4, 6–4 |
| 7 de agosto    | Polish Open Kozerki, Polônia US$ 115.000 – duro – 32S•16Q•16D                                      | Dayana Yastremska | Greet Minnen | 2–6, 6–1, 6–3 |
| 7 de agosto    | Polish Open Kozerki, Polônia US$ 115.000 – duro – 32S•16Q•16D                                      | Katarzyna Kawa Elixane Lechemia                                                                                                  | Naiktha Bains Maia Lumsden | 6–3, 6–4 |
| 14 de agosto   | Barranquilla Open Barranquilla, Colômbia US$ 115.000 – duro – 32S•8Q•8D                            | Tatjana Maria | Fiona Ferro | 6–1, 6–2 |
| 14 de agosto   | Barranquilla Open Barranquilla, Colômbia US$ 115.000 – duro – 32S•8Q•8D                            | Valentini Grammatikopoulou Despina Papamichail                                                                                   | Yuliana Lizarazo María Paulina Pérez García                                                                                      | 7–62, 7–5 |
| 14 de agosto   | Golden Gate Open Stanford, Estados Unidos US$ 160.000 – duro – 32S•16Q•16D                         | Wang Yafan | Kamilla Rakhimova | 6–2, 6–0 |
| 14 de agosto   | Golden Gate Open Stanford, Estados Unidos US$ 160.000 – duro – 32S•16Q•16D                         | Jodie Burrage Olivia Gadecki | Hailey Baptiste Claire Liu | 7–64, 66–7, [10–8] |
| 14 de agosto   | Odlum Brown Vanopen Vancouver, Canadá US$ 115.000 – duro – 32S•16Q•16D                             | Cancelado | Cancelado | Cancelado |
| 21 de agosto   | Chicago Women's Open Chicago, Estados Unidos US$ 115.000 – duro – 32S•16Q•16D                      | Viktoriya Tomova | Claire Liu | 6–1, 6–4 |
| 21 de agosto   | Chicago Women's Open Chicago, Estados Unidos US$ 115.000 – duro – 32S•16Q•16D                      | Ulrikke Eikeri Ingrid Neel | Cristina Bucșa Alexandra Panova                                                                                                  | w.o. |
| 4 de setembro  | Open Delle Puglie Bari, Itália € 100.000 – saibro – 32S•8Q•16D                                     | Tamara Zidanšek | Rebecca Šramková | 3–6, 7–5, 6–1 |
| 4 de setembro  | Open Delle Puglie Bari, Itália € 100.000 – saibro – 32S•8Q•16D                                     | Katarzyna Kawa Anna Sisková | Valentini Grammatikopoulou Elixane Lechemia                                                                                      | 6–1, 6–2 |
| 11 de setembro | Țiriac Foundation Trophy Bucareste, Romênia US$ 115.000 – saibro – 32S•16Q•8D                      | Astra Sharma | Sara Errani | 0–6, 7–5, 6–2 |
| 11 de setembro | Țiriac Foundation Trophy Bucareste, Romênia US$ 115.000 – saibro – 32S•16Q•8D                      | Angelica Moratelli Camilla Rosatello                                                                                             | Valentini Grammatikopoulou Anna Sisková                                                                                          | 7–5, 6–4 |
| 11 de setembro | Zavarovalnica Sava Ljubljana Liubliana, Eslovênia € 100.000 – saibro – 32S•8Q•16D                  | Marina Bassols Ribera | Zeynep Sönmez | 6–0, 7–62 |
| 11 de setembro | Zavarovalnica Sava Ljubljana Liubliana, Eslovênia € 100.000 – saibro – 32S•8Q•16D                  | Amina Anshba Quinn Gleason | Freya Christie Yuliana Lizarazo                                                                                                  | 6–3, 6–4 |
| 18 de setembro | Parma Ladies Open Parma, Itália € 100.000 – saibro – 32S•8Q•16D                                    | Ana Bogdan | Anna Karolína Schmiedlová | 7–5, 6–1 |
| 18 de setembro | Parma Ladies Open Parma, Itália € 100.000 – saibro – 32S•8Q•16D                                    | Dalila Jakupović Irina Khromacheva                                                                                               | Anna Bondár Kimberley Zimmermann                                                                                                 | 6–2, 6–3 |
| 9 de outubro   | Open de Rouen Capfinances Rouen, França € 100.000 – duro (coberto) – 32S•8Q•16D                    | Viktorija Golubic | Erika Andreeva | 6–4, 6–1 |
| 9 de outubro   | Open de Rouen Capfinances Rouen, França € 100.000 – duro (coberto) – 32S•8Q•16D                    | Maia Lumsden Jessika Ponchet | Anna Bondár Kimberley Zimmermann                                                                                                 | 6–3, 7–64 |
| 16 de outubro  | Aguascalientes Open Aguascalientes, México US$ – duro – 32S•8Q•16D                                 | Cancelado antes da estreia (programado desde o início de setembro, foi excluído em algum ponto entre setembro e outubro de 2023) | Cancelado antes da estreia (programado desde o início de setembro, foi excluído em algum ponto entre setembro e outubro de 2023) | Cancelado antes da estreia (programado desde o início de setembro, foi excluído em algum ponto entre setembro e outubro de 2023) |
| 23 de outubro  | Abierto Tampico Tampico, México US$ 115.000 – duro – 32S•7Q•13D                                    | Emina Bektas | Anna Kalinskaya | 6–3, 3–6, 7–63 |
| 23 de outubro  | Abierto Tampico Tampico, México US$ 115.000 – duro – 32S•7Q•13D                                    | Kamilla Rakhimova Anastasia Tikhonova                                                                                            | Sabrina Santamaria Heather Watson                                                                                                | 7–65, 6–2 |
| 30 de outubro  | Dow Tennis Classic Midland, Estados Unidos US$ 115.000 – duro (coberto) – 32S•16Q•16D              | Anna Kalinskaya | Jana Fett | 7–5, 6–4 |
| 30 de outubro  | Dow Tennis Classic Midland, Estados Unidos US$ 115.000 – duro (coberto) – 32S•16Q•16D              | Hailey Baptiste Whitney Osuigwe                                                                                                  | Sophie Chang Ashley Lahey | 2–6, 6–2, [10–1] |
| 13 de novembro | LP Open Chile Colina, Chile US$ 115.000 – saibro – 32S•8Q•16D                                      | Sára Bejlek | Diane Parry | 6–2, 6–1 |
| 13 de novembro | LP Open Chile Colina, Chile US$ 115.000 – saibro – 32S•8Q•16D                                      | Julia Lohoff Conny Perrin | Lucciana Pérez Alarcón Daniela Seguel                                                                                            | 7–64, 6–2 |
| 20 de novembro | MundoTênis Open Florianópolis, Brasil US$ 115.000 – saibro – 32S•8Q•16D                            | Ajla Tomljanović | Martina Capurro Taborda | 6–1, 7–5 |
| 20 de novembro | MundoTênis Open Florianópolis, Brasil US$ 115.000 – saibro – 32S•8Q•16D                            | Sara Errani Léolia Jeanjean | Julia Lohoff Conny Perrin | 7–5, 3–6, [10–7] |
| 27 de novembro | Creand Andorra Open Andorra-a-Velha, Andorra € 100.000 – duro (coberto) – 32S•8D                   | Marina Bassols Ribera | Erika Andreeva | 7–5, 7–63 |
| 27 de novembro | Creand Andorra Open Andorra-a-Velha, Andorra € 100.000 – duro (coberto) – 32S•8D                   | Erika Andreeva Céline Naef | Tímea Babos Heather Watson | 6–2, 6–1 |
| 27 de novembro | IEB+ Argentina Open Buenos Aires, Argentina US$ 115.000 – saibro – 32S•8Q•16D                      | Laura Pigossi | María Lourdes Carlé | 6–3, 6–2 |
| 27 de novembro | IEB+ Argentina Open Buenos Aires, Argentina US$ 115.000 – saibro – 32S•8Q•16D                      | María Lourdes Carlé Despina Papamichail                                                                                          | María Paulina Pérez García Sofia Sewing                                                                                          | 6–3, 4–6, [11–9] |
| 4 de dezembro  | Open P2i Angers Arena Loire Angers, França € 100.000 – duro (coberto) – 32S•8Q•8D                  | Clara Burel | Chloé Paquet | 3–6, 6–4, 6–2 |
| 4 de dezembro  | Open P2i Angers Arena Loire Angers, França € 100.000 – duro (coberto) – 32S•8Q•8D                  | Cristina Bucșa Monica Niculescu                                                                                                  | Anna Danilina Alexandra Panova                                                                                                   | 6–1, 6–3 |
| 4 de dezembro  | Montevideo Open Montevidéu, Uruguai US$ 115.000 – saibro – 32S•8Q•16D                              | Renata Zarazúa | Diane Parry | 7–5, 3–6, 6–4 |
| 4 de dezembro  | Montevideo Open Montevidéu, Uruguai US$ 115.000 – saibro – 32S•8Q•16D                              | María Lourdes Carlé Julia Riera                                                                                                  | Freya Christie Yuliana Lizarazo                                                                                                  | 7–65, 7–5 |
| 11 de dezembro | Open BLS de Limoges Limoges, França € 100.000 – duro (coberto) – 32S•7Q•8D                         | Cristina Bucșa | Elsa Jacquemot | 2–6, 6–1, 6–2 |
| 11 de dezembro | Open BLS de Limoges Limoges, França € 100.000 – duro (coberto) – 32S•7Q•8D                         | Cristina Bucșa Yana Sizikova | Oksana Kalashnikova Maia Lumsden                                                                                                 | 6–4, 6–1 |

## Distribuição de pontos
A distribuição de pontos para torneios 125 em 2023 foi definida:
| Evento        | T   | F  | SF | QF | R16 | R32 | R64 | R128 | Q | Q3 | Q2 | Q1 |
| ------------- | --- | -- | -- | -- | --- | --- | --- | ---- | - | -- | -- | -- |
| WTA 125 (S)   | 160 | 95 | 57 | 29 | 15  | 1   | –   | -    | 6 | -  | 4  | 1  |
| WTA 125 (16D) | 160 | 95 | 57 | 29 | 1   | -   | -   | -    | - | -  | -  | -  |

## Prêmio
Entre os vencedores do WTA Awards de 2023, o relacionado a este circuito foi anunciado em janeiro de 2024.
Torneio WTA 125 do ano:  Båstad.